# Graswiesenbach
Der Graswiesenbach ist ein 4 km langer rechter und nordöstlicher Zufluss der Nidda.

## Geographie

### Verlauf
Der Graswiesenbach entspringt im Vogelsberg auf einer Höhe von etwa 713 m ü. NHN nördlich des Rudingshainer Flösser.
Er fließt in westsüdwestlicher Richtung zunächst durch Wald und dann durch Grünland und mündet schließlich beim Schottener Stadtteil Rudingshain auf einer Höhe von ungefähr 423 m ü. NHN von rechts in die Nidda.
Sein  circa 4,0 km langer Lauf endet etwa 290 Höhenmeter unterhalb seiner Quelle, er hat somit ein mittleres Sohlgefälle von etwa 73 ‰.

### Einzugsgebiet
Das Einzugsgebiet des Graswiesenbachs liegt im Vogelsberg und wird über die Nidda, den Main und den Rhein zur Nordsee entwässert.
Es grenzt
- im Nordosten an das des Ellersbachs, der über die Alte Hasel, den Altefeldbach, die Schlitz, die Fulda und die Weser zur Nordsee entwässert
- im Süden an das der Nidda
- im Südwesten an das des Niddazuflusses Hohlbach
- und im Norden an das des Streitbachs, dem linken Oberlauf des Ilsbachs, der über den Seenbach und die Ohm in die Lahn entwässert.

Die höchste Erhebung ist der 753 m ü. NN hohe Sieben Ahorn.
Das Einzugsgebiet am Oberlauf ist bewaldet, am Mittellauf dominiert Grünland und am Mündungsbereich das Siedlungsgebiet von Rudingshain.

### Flusssystem Nidda
- Fließgewässer im Flusssystem Nidda